# FC Sydvest 05 Tønder
|  | Denne artikel eller sektion om sport er forældet eller ikke opdateret. Se artiklens diskussionsside eller historik. |

FC Sydvest 05 Tønder (forkortet FC Sydvest, Sydvest 05 eller FCS05) er en dansk fodboldklub, hjemmehørende i Tønder Kommune. Klubben er et overbygningssamarbejde etableret i det sydvestlige Sønderjylland med sportslig virkning fra og med 2005-sæsonen mellem de fire moderklubber Løgum IF Fodbold, Bredebro IF, Ballum IF og Tønder SF Fodbold. Klubbens tilhørsforhold er fordelt mellem de vest-sønderjyske nabobyer Ballum, Bredebro, Løgumkloster og Tønder. Seniormandskabet holder til i Bredebro og Løgumkloster og afvikler hovedparten af alle dets hjemmebanekampe på BankParken i Tønder, der har en samlet stadionkapacitet på godt 1.200 tilskuere.
Seniorholdet spillede ved klubbens etablering i 2005 i Serie 2, hvorfra det rykkede op samme år. Efter fire sæsoner i Serie 1 rykkede holdet op i Jyllandsserien og efter to sæsoner her videre til Danmarksserien. To sæsoner senere, i sommeren 2012, blev det endnu engang til en oprykning, så FC Sydvest 05 Tønder siden efteråret 2012 har spillet i 2. division vest, den tredjebedste danske fodboldrække.
Det sønderjyske fodboldsamarbejde er medlem af lokalforbundet Jydsk Boldspil-Union (JBU) og derigennem det nationale fodboldforbund Dansk Boldspil-Union (DBU). Moderklubbernes øvrige senior- og ungdomshold er fortsat organiseret under de enkelte moderklubber og optræder i de lavererangerende turneringer organiseret af DBU.

## Klubbens historie

### 2003–2004: Grundlæggelse af fodboldsamarbejdet
I sommeren 2003 begyndte man arbejdet bag kulisserne med at samle de bedste fodboldspillere i det sydvestligste hjørne af Sønderjylland på et hold. Syv fodboldklubber og lokalrivaler, Ballum Idrætsforening (fodboldafdelingen, stiftet 1940), Bredebro Idrætsforening (stiftet 1920), Bylderup-Burkal Idrætsforening (fodboldafdelingen, stiftet 1966), Højer Idrætsforening (fodboldafdelingen), Løgum Idrætsforening (fodboldafdelingen), Skærbæk Boldklub (stiftet 1910, siden 3. marts 1994 som en selvstændig afdeling under Skærbæk Idrætsforening) og Tønder Sportsforening Fodbold (stiftet 17. maj 1920, siden 2003 som en selvstændigt fungerende enhed), indkaldtes til det første møde i starten af august måned 2003 i Bredebro.
Dagsordenen på mødet mellem naboklubbernes repræsentanter, Jørgen Kristensen (Ballum IF), Lars Bach Sørensen (Skærbæk BK), Flemming Søndergaard (Skærbæk BK), Ove Danielsen (Højer IF), Keld Hansen (Løgum IF), Jørgen Juul Pedersen (Bylderup-Burkal IF), Gunnar Jordt (Tønder SF) og Flemming Jordt (Bredebro IF), var en debat om holdenes manglende resultater på fodboldbanen, spillernes ønske om at spille på et højere niveau og interessen for at samle egnens fodboldklubber med både sportslig og social succes for øje. Allerede efter det første mødes afholdelse var Bylderup-Burkal IF afvisende overfor et samarbejde, hvorimod de øvrige seks klubber fortsatte udarbejdelsen af en overbygningsaftale, hvor hver klub afgav sine bedste seniorspillere til et nyt fælles elitehold, der skulle repræsentere de fire moderklubber.
Efter en målrettet arbejdsindsats i løbet af efteråret 2003 blev en fælles skabelonen og planerne for et fremtidigt fællesskab imellem foreningerne præsenteret for moderklubbernes øvrige bestyrelsesmedlemmer på et møde i Løgumkloster i januar måned 2004. Mødet talte godt 30 deltagere, som efter endt debatering enedes om at benytte en måneds tid på at vurdere ønsket om fortsat involvering i processen samt at overveje muligheden for at inddrage ynglingespillere og dermed en ungdomsafdeling i planerne, der hidtil udelukkende havde inkluderet seniorerne. Efter at have taget både bestyrelse og seniorspillere i samråd besluttede Skærbæk Boldklub og Højer Idrætsforening at afstå fra yderligere deltagelse, hvilket klubbernes repræsentanter informerede de øvrige klubber om ved næste indkaldte samling i samarbejdsudvalget i marts måned 2004. De tilbageværende fire sydvestjyske fodboldklubber, Ballum IF, Bredebro IF, Løgum IF samt Tønder SF var dog enige om at fortsætte processen hen imod et fælles holdfællesskab. Forventningen om, at der ville ligge en større arbejdsmængde forude, foranledigede de fire klubrepræsentanter til at inddrage yderligere fire personer, således at det frivillige samarbejdsudvalg bestod af et otte mand stort repræsentantskab - bestående af to udvalgte medlemmer fra hver af moderklubbernes egne bestyrelser. Løgum IF's repræsentant besluttede at stoppe grundet manglende tid, hvorefter det nye samarbejdsudvalg udgjordes af Jørgen Kristensen og Orla Simonsen fra Ballum IF, Ejvin Toft Nielsen og Flemming Jordt fra Bredebro IF, Morten Gram og Morten Classen fra Løgum IF samt Gunnar Jordt og Torsten Vestergaard fra Tønder SF.
Planerne om en fodboldsammenslutning mellem de fire naboklubber offentliggjordes på et pressemøde af de fire samspilsklubbers daværende klubledelser i slutningen af maj måned 2004 under betegnelsen "FC Sydvest 05 Tønder". Det nye fodboldsamarbejde på den sønderjyske vesteregn ville få sportslig virkning fra 2005-sæsonen og til at starte med omfatte et fælles førstehold på seniorplan samt en fælles ynglingeafdeling i de lokale fodboldrækker i Region 4 under Jydsk Boldspil-Union i det vestsønderjyske område, heraf klubbens officielle navn. Overbygningssamarbejdets navngivning skete som følge af en navnekonkurrence, hvor et forslag fra Hanne Clausen fra Bredebro endegyldigt valgtes. De sekundære seniorhold ville fortsat blive bevaret under de enkelte moderklubber, mens Tønder SF-Fodbolds daværende ynglingehold skulle indlemmes i FC Sydvest 05 Tønder-samarbejdet, hvor man med flere ungdomsspillere til rådighed samtidig åbnede muligheden for at stille med flere ynglingehold. Den overordnede målsætning for overbygningsklubbens seniorhold proklameredes til at være oprykning i overbygningens anden sæson, hvori stabilisering i den første sæson i Serie 2 indgik, og derefter sigte mod oprykning i 2007-sæsonen til Jyllandsserien. På længere sigt skulle det nye samarbejdsprojekt i det vestlige Sønderjylland sikre sig deltagelse på minimum Danmarksserie-niveau og opnå en sportslig status som det næsthøjst rangerende fodboldhold i Sønderjylland (efter 1. seniormandskabet i fodboldafdelingen under Sønderjysk Elitesport A/S). For det bedste ynglingehold lød ambitionerne, at man på kort sigt skulle spille med i mesterrækken og på længere sigt i ynglingedivisionen.
Efter bestyrelserne i Tønder SF, Bredebro IF, Løgum IF og Ballum IF var nået til enighed omkring projektplanerne for holdsamarbejdet, sikrede medlemmerne af samarbejdsudvalget at alle turneringskrav til overbygningsaftalen, stillet fra Jydsk Boldspil-Unions side, var blevet opfyldt før afholdelsen af de ekstraordinære generalforsamlinger i de fire moderklubber. Et informationsmøde, der fik deltagelse af omkring 40 personer fra moderklubberne, fandt sted forud for generalforsamlingerne. Det endelige mandat til at gå videre med projektplanerne godkendtes om aftenen den 5. august 2004 på de ekstraordinære generalforsamlinger i hver af de fire respektive moderklubber, hvor over samlet 90 % af de cirka 150 fremmødte stemmeberettigede medlemmer viste sig positivt stemte for et tættere samarbejde og vedtog overbygningsaftalen. Modsat Ballum IF, Bredebro IF og Løgum IF var der hos Tønder SF flere medlemmer, der op til afstemningen havde udtrykt skepsis. Blandt de 60 fremmødte personer til den endelige afgørelse i klubhuset viste det sig dog, at blot fire personer var negativt stemte, mens 54 stemte ja og to undlod at afgive deres stemme.
I slutningen af år 2004 meldte Gunnar Jordt og Torsten Vestergaard sig ud af samarbejdsudvalget og erstattedes af Børge Nielsen som repræsentant for Tønder SF. Det fælles samarbejdsudvalg, hvilket man valgte frem for en egentlig bestyrelse, kom til at bestå af ni mand, hvor der tilstræbtes, at der var to repræsentanter til stede for hver moderklub. Konstruktionen betød, at man snakkede sig frem til beslutninger og indgik kompromisser frem for at foretage afstemninger. I samarbejdsudvalget valgtes en formand, næstformand, kasserer og sekretær for lederstaben. Flemming Jordt, som i tiden op til den officielle start fungerede som den officielle talsmand, blev siden den første formand for samarbejdsudvalget for den nye elitesamarbejdsklub i Vestsønderjylland. Informationsmøder er af samarbejdsudvalgets medlemmer blevet afholdt som opsamling og evaluering af det forgangne halve eller hele år for moderklubbernes øvrige bestyrelser, hvilket på skift har fundet sted i de enkelte moderklubbers lokaler.

### 2004–2005: Overdragelse af licens og holdopbygning
Den tidligere professionelle fodboldspiller og anfører for Superligaklubben Esbjerg fB, Jørgen Kristensen blev ved det indledende pressemøde i maj 2004 fremhævet som en af de kommende spillerprofiler på det nye sønderjyske overbygningshold samt holdets første anfører, og trådte ydermere ind i samarbejdsudvalget på vegne af moderklubben Ballum IF, hvor han valgtes som næstformand. Samtidig blev Otto Christensen, bosat i Bredebro, præsenteret som det nye fælles 1. seniorholds første cheftræner. Til det fælles ynglingehold, som i 2005-sæsonen skulle spille i Mesterrækken, ansattes Carsten Jørgensen og Torben Baun som cheftrænere.
Som følge af den positive udgang ved afholdelsen af de ekstraordinære generalforsamlinger besluttede alle moderklubber støtte op om Tønder SF's serie 3-mandskab i den sidste halvdel af 2004-sæsonen og tilskyndede deres bedste spillere om at forstærke Tønder SF's hold, hvilket muliggjorde en indhentning af puljens førerhold samt den senere deltagelse i oprykningskampene til serie 2. Ved sommerpausen var Tønder SF syv point fra den ene af oprykningspladserne og ti points fra førstepladsen i rækken. Spillertilgangen inkluderede blandt andre Flensburg 08-kontraktspillerne Jørgen Kristensen (bosiddende i Ballum), Søren Gram og Jannick Clausen (besiddende i Løgumkloster) med erfaring fra højere rækker samt Ballum IF's Søren Lund og Løgum IF's Morten Gram (lillebror til Søren Gram), som også gav tilsagn om at spille for FC Sydvest 05. Inden samarbejdsaftalens ikrafttrædelse sikrede Tønder SF's førstehold sig oprykning til serie 2 ved i 2004-sæsonen at vinde sin serie 3 pulje, hvor også en anden moderklub, Bredebro IF, deltog. Førstepladsen i puljen og dermed oprykningen til serie 2 sikredes med 11–2 sejren, efter 3-1 ved pausen, over holdsamarbejdet og allerede nedrykningsdømte Broager UIF/Boldklubben Frem Egernsund i oktober 2004 på Løgumkloster Stadion. Dette var Tønder SF's anden oprykning i træk siden nedrykningen til serie 4 i 2002-sæsonen. Nyskabelsens 1. seniormandskab startede således sin debutsæson, 2005-sæsonen, op i JBU's serie 2 efter at have overtaget spillelicensen for Tønder SF's øverst rangerende seniorhold, der på dette tidspunkt sportslig var den bedst højstrangerende moderklub. Tidligere har Tønder SF spillet i Danmarksserien og var i sæsonerne 1977 (2. plads i kreds 3) og 1978 (2. plads i kreds 3) tæt på at avancere til den tredjebedste danske fodboldrække, Danmarksturneringens forhenværende 3. division.
Kort tid efter sæsonafslutningen i 2004, afholdtes der over samlet fire dage, den 26. oktober, 28. oktober, 2. november og 4. november 2004, åbne træningssamlinger i Bredebro, hvor 45 fodboldspillere fra henholdsvis de fire moderklubber og interesserede spillere fra fire andre lokale fodboldklubber kunne gøre opmærksom på sig selv og udvælges til bruttotruppen, der skulle repræsentere fodboldfællesskabet ved dets start i januar måned 2005. Denne grundstamme, bestående af 26 spillere, blev i optakten til den forestående sæson beskåret til at omfatte cirka 18–22 spillere efter vinterpausen. Spillertruppen var samlet til den første sportslige aktivitet i FC Sydvest 05 regi med træningsstarten den 29. januar 2005 på banerne i Bredebro og spillede de første træningskampe i februar måned samme år. Hver enkel fodboldspiller i FC Sydvest 05 blev tilknyttet den ene af moderklubberne og forventedes at spille turneringskampe for de respektive reservehold til FC Sydvest 05, såfremt man ikke blev udtaget til førsteholdstruppen til en kommende turneringskamp. I modsatte situation stod moderklubbens seniorspillere til rådighed for det sønderjyske overbygningshold, hvor fodboldspillet foregik på frivillig basis.
Året efter holdsamarbejdets start slog Bredebro IF sig sammen med Ballum IF op til 2006-sæsonen for at enes om et fælles 1. seniorhold, det første år under Bredebro IF og i 2007 under navnet "Ballum/Bredebro", grundet sportslige ambitioner og lav tilknytning blandt deres egne seniorer. Bredebro IF rykkede i efteråret 2005 ned i den jyske serie 5, mens Ballum IF valgte at trække deres seniorhold ud af turneringen. Daværende formand i Tønder SF, Gunnar Jordt, udtalte i juni 2009 til det regionale dagblad JydskeVestkysten, at en af de positive ting ved medvirkenen i FC Sydvest 05-projektet havde været frigivelsen af nogle ressourcer, således at man i moderklubberne nu ikke længere selv havde ansvaret for de bedste seniorer. I stedet kunne man koncentrere sig om få en ungdomsafdeling op at stå.

### 2005: År nul, puljevinder og oprykning
Overbygningsklubbens første officielle turneringskamp var en jysk serie 2 kamp, der blev spillet mod de sønderjyske lokalrivaler og oprykkere fra Skodborg Idrætsforening den 2. april 2005 kl. 16:00 på hjemmebanen Løgumkloster Stadion i overværelse af over 300 tilskuere og blev vundet af den nye klub med slutcifrene 4–3 (efter 3–1 ved pausen). Seriekampens første scoring fandt sted efter 11 minutters spil, da FC Sydvest 05's offensive midtbanespiller Jannick Clausen, som havde moderklub i Løgumkloster, lavede fodboldsamarbejdets første scoring på et direkte hjørnespark. FC Sydvest 05's ynglingespillere, som sidenhen kom til at omfatte to ynglingehold, indledte, to timer inden kampstarten på 1. seniorspillernes sæsonpremiere, deres egen ungdomsturnering, herre ynglinge mesterrækken, med en kamp mod Kolding FC's ynglingehold på samme fodboldanlæg. Med undtagelse af to nederlag mod henholdsvis Hviding Idrætsforening (fodboldafdelingen) i starten af fodboldsæsonen og mod Holsted forenede Boldklubber i efterårssæsonen, formåede 1. seniorholdet at sikre sig points i de restende seriekampe i 2005-sæsonen. Førstepladsen i den første halvdel af sæsonen fik holdet med succes forsvaret, da efterårssæsonens 11 kampe var færdigspillet og man sikrede sig dermed direkte oprykning til Serie 1 under Jydsk Boldspil-Union i den kommende 2006-sæson. Publikumsgennemsnittet på hjemmebane lå i forårsturneringen på 170 tilskuere. Jannick Clausen blev holdets topscorer i 2005-sæsonen med i alt 19 mål efter at have deltaget i samtlige turneringskampe. Som puljevinder kvalificerede fodboldfællesskabet sig automatisk til kampene om det jyske mesterskab (JM) for serie 2-mandskaber, hvor man skulle indtræde i kvartfinalerne. Klubbens første og eneste opgør blev tabt mod Stensballe IK den 30. oktober 2005 med cifrene 1–4 (1–2 ved pause med scoring af FC Sydvest 05-spilleren Jørgen Kristensen), på hjemmebanen i Bredebro.
Første pokalkamp i FC Sydvest 05 regi fandt sted den 10. maj 2005 som led i de indledende kvalifikationsrunder under lokalunionerne til deltagelse i DBU's Landspokalturnering i 2005/06-sæsonen. FC Sydvest 05's placering i serie 2 (JBU) denne sæson bevirkede, at klubben skulle starte i den lokale 3. pokalrunde med en udebanekamp på Padborg Stadion i Padborg mod den nærliggende sønderjyske serie 3-klub Bov IF Fodbold, hvilket endte med en sejr med slutresultatet 5–2. Herefter fulgte en 4. rundekamp på udebane mod serie 4-mandskabet fra Kolding Freja med en 8–5 sejr til følge og en 5. rundesejr på hjemmebane i lokalopgøret mod serie 1-klubben Team Tinglev på 2–1 før et 7–3 stort nederlag på hjemmebane mod det daværende tophold i serie 1, SUB Sønderborg, satte en stopper for den sønderjyske overbygningsklubs videre avancement i den regionale kvalifikationsturnering.

### 2006–2009: Tiden i den jyske serie 1
Fem points i fem kampe blev indledningen på 2006-sæsonen og med alle forårssæsonens kampe afviklet, lå holdet placeret i tabellens nederste halvdel, men over nedrykningsstregen i rækken. Hvor målsætningen i holdfællesskabets debutsæson lød på oprykning til serie 1, var ledelsens målsætning i 2006-sæsonen forbliven og stabilisering i fodboldens herre-serie 1, hvilket man lykkedes med. Sæsonen endte med en slutplacering over midten i tabellen, 9 point fra oprykning til Jyllandsserien og 11 point fra nedrykning til serie 2, da man blot havde lidt et pointtab på fem points i hele efterårssæsonen. Efter to sæsoner meddelte overbygningssamarbejdets cheftræner for 1. seniorerne, Otto Christensen, i august 2006, at han ikke ønskede en forlængelse af aftalen med klubben og besluttede sig for at stoppe med udgangen af den igangværende sæson i enighed og fælles forståelse med samarbejdsudvalget. Det tidsmæssige aspekt med at skulle se alle moderklubbernes hold spille samt at skulle afstemme enhver beslutning med moderklubbernes ledelser blev givet som grund for Otto Christensens eget ønske om at stoppe. På et pressemøde før hjemmekampen på Tønder Stadion mod Fredericia fF den 10. september 2006 blev den dengang 40-årige Kim Munch præsenteret som ny cheftræner for det vestsønderjyske holdfællesskabs bedste mandskab. Formanden for FC Sydvest 05, Flemming Jordt, begrundede valget med at "[man] ville have en træner udefra, som ikke kendte spillerne på forhånd, og som [havde] de rigtige kvalifikationer", hvor Munch han havde gennemgået DBU's udvidede målmandskursus og en række UEFA B-licens-kurser svarende til seniortræneruddannelsen. Den formelle overdragelse af trænergerningen skete efter sæsonens sidste turneringskamp og Otto Christensens sidste officielle arbejdsdag, den 21. oktober 2006, med sportslig virkning fra 2007-sæsonen. Knud Erik Chrestensen, der havde fungeret som hjælpetræner fra og med 2006-sæsonen samt ageret forsvarsspiller i enkelte turneringskampe under den tidligere cheftræner, fortsatte i sin stilling under den nye 1.-holdstræner.
Flemming Jordt måtte drosle ned for hans engagement i FC Sydvest 04 og overlod i foråret 2007 formandsposten i samarbejdsudvalget til Børge Nielsen, der sad som repræsentant for Tønder SF Fodbold. I den efterfølgende vinterpause 2007/2008 stoppede den tidligere divisionsspiller og anfører for FC Sydvest 05 Jørgen Kristensen sin aktive spillerkarriere for at påbegynde en trænerkarriere, hvor hans første trænerjob blev at stå i spidsen for Tønder SF's serie 3-hold. Næstformandsskabet i FC Sydvest 05 og repræsentantrollen for Ballum IF bibeholdtes. 2007-turneringen startede med fem kampe uden nederlag, hvorefter man oplevede store udsving i resultaterne, men formåede at ende sæsonen med en samlet femteplads i serie 1 efter en næsten ligevægt i antallet af sejre og nederlag. Overbygningens tredje sæson og Kim Munchs første sæson som cheftræner var præget af mange skader blandt spillerne og knap 25 spillere blev anvendt, heriblandt fire målmænd. Kort tid før genoptagelsen af den sidste halvdel af sæsonen i 2007 deltog de hvidblusede spillere i træningsturneringen Brede Cup, som man vandt.
2006/07-sæsonen af JBU's lokale kvalifikationsrunder til DBU's Landspokalturnering blev et kortvarigt bekendtskab, idet man blev slået ud af serie 3-holdet Hjordkær U&IF på dennes hjemmebane i klubbens eneste pokalkamp denne sæson. Det lykkedes det sydvestjyske mandskab for første gang at spille sig frem til de landsdækkende hovedrunder af DBU's pokalturnering, hvor divisionsholdene indtrådte, i den efterfølgende 2007/08-sæson ved undervejs i kvalifikationen at sikre sig sejre over serie 2-mandskabet Aabenraa Boldklub (0–1), serie 3-holdet Broager U&IF Fodbold (0–4) i 2. kvalifikationsrunde samt Jyllandsserie-klubben Esbjerg IF 92 (7–4). Efter en udebanesejr på 5–2 over den sønderjyske serie 2-fodboldklub Vojens B&IK i 1. pokalrunde endte klubbens hidtil bedste resultat i pokalsammenhæng med et hjemmebanenederlag i 2. pokalrunde. Den 29. august 2007 i Ballum tabte holdet med slutcifrene 0–10 (0–5 ved pausen) mod et reservespækket Superligahold fra AC Horsens i et pokalopgør, som blev overværet af rekordstort hjemmepublikum, 1.100 tilskuere og hvad der blev betegnet som klubbens hidtidige største kamp. I de efterfølgende tre sæsoner, 2008/09, 2009/10 (ingen deltagelse) og 2010/11, formåede den sønderjyske fodboldklub ikke at spille sig videre fra de indledende jyske kvalifikationsrunder og frem til pokalturneringens hovedrunder administreret af DBU Turneringer.
I januar måned 2008 indgik sønderjyderne en aftale med den tidligere cheftræner for Tønder SF Fodbolds førstehold, Erik Tønder, der indsattes som ny assisterende træner under cheftræner Kim Munch. I tiden inden starten på 2008-forårssæsonen blev holdet forstærket med de to tidligere divisionsspillere, defensivspilleren Rune Koertz fra den daværende 1. divisionsklub Aarhus Fremad Fodbold og Christian Roost fra daværende 2. divisionsklub Varde IF. Den korte sæson i serie 1 i foråret 2008 blev åbnet med fire sejre i træk, hvilket sendte 1. seniorholdet op på en førsteplads i puljen. Topplaceringen blev midlertidig, da to nederlag i henholdsvis 5. spillerunde, på hjemmebane mod et af trænerteamets forhenværende arbejdsgivere Aabenraa Boldklub, og 7. spillerunde, mod fusionsfodboldholdet Hatting-Torsted Fodboldungdom (Hatting og Torsteds idrætsforeninger) på hjemmebane, tillod, at de senere puljevindere Hatting-Torsted Fodboldungdom kunne overhale klubben og sende sønderjyske FC Sydvest 05 ned på en samlet andenplads i slutstillingen uden mulighed for at indfri sæsonens målsætning om oprykning til Jyllandsserien. Jydsk Boldspil-Union annoncerede med to spillerunder tilbage inden sæsonafslutningen, at man i den igangværende sæson ville flytte oprykningsstregen en plads op, således at en samlet andenplads i puljen ikke udløste en oprykning. FC Sydvest 05 spillede med om den eneste oprykningsplads indtil sidste spillerunde i rækken, men var afhængig af at andre kampresultater udartede sig til deres fordel i forårets sidste runde. Set over hele den korte sæson fik cheftræneren brugt 23 spillere på førsteholdet.
Ledelsen lagde sig fast på en målsætning for 2008/2009-sæsonen, der lød på oprykning. Sæsonens første 11 serie 1-kampe resulterede i syv sejre, to uafgjorte kampe og to nederlag, hvilket betød at holdfællesskabet overvintrede på en 2. plads i pulje 6-stillingen fem point efter førstepladsen, hvor lokalrivalerne fra Aabenraa Boldklub befandt sig, og over oprykningsstregen. Turneringsresultaterne i den resterende del af sæsonen sikrede FC Sydvest 05 oprykning til den bedste jyske lokalrække, Jyllandsserien, for første gang i klubhistorien med en samlet andenplads, efter Aabenraa Boldklub. I forhold til slutningen af efteråret mistede man få af holdets stamspillere, mens man derimod fik tilgang af flere nye spillere, deriblandt midtbanespilleren Frej Brockhatting og angriberen Esben Jacobsen med erfaring fra divisionsklubber. Det oprindelige 5–0 nederlag i 16. spillerunde i udebanekampen mod Esbjerg fB blev omgjort i uge 21 af Jydsk Boldspil-Unions disciplinærudvalg til en skrivebordssejr og tre points til FC Sydvest 05 efter man havde fået medhold i sin protest mod esbjergensernes ulovlige brug af fire divisionsspillere til kampen. Lokal- og topopgøret i serie 1-puljen i tredjesidste runde mellem FC Sydvest 05 og netop Aabenraa Boldklub endte uafgjort 2-2 med en scoring i kampens overtid, hvilket således blev blot det andet opgør i forårsturneringen 2009 med pointtab – den anden værende nederlaget i lokalopgøret mod Guderup-holdet og oprykkerne fra Egen Ungdoms- & Idrætsforening i forårspremieren den 4. april 2009 foran 352 fremmødte tilskuere (tilskuerrekord). Kravet for sikre sig oprykning i sæsonens to sidste seriekampe lød på et enkelt point (minimum et enkelt uafgjort resultat), hvilket lykkedes med to sejre over Vejen Sportsforening (2–3) og Kolding Boldklub (6–3). Med afslutningen på 2008/2009-sæsonen blev der taget afsked med assistenttræneren det sidste halvanden års tid, Erik Tønder, som erstattedes med klubbens ynglingetræner Peter Jepsen i den nye sæson. I alt 23 spillere blev benyttet til afviklingen af sæsonens turneringskampe.

### 2009–2010: Jyllandsserien og oprykningsserie
Oprykkerne fra FC Sydvest 05 indledte deres første sæson i Jyllandsserien (pulje 4) med en premierekamp på hjemmebanen i Tønder den 16. august 2009 mod FC Horsens, som i første omgang vandt opgøret med cifrene 1–0. Slutresultatet blev senere omgjort til en skrivebordsejr til sydvestjyderne, da udebaneholdet dømtes som taber af fodboldunionens disciplinærudvalg. Yderligere syv point mod SUB Sønderborg (uafgjort), nedrykkerne og divisionsreserverne fra KFUM's Boldklub - Fredericia (sejr) og Sædding-Guldager Idrætsforening (fodboldafdelingen) placerede mandskabet i toppen af den bedste jyske fodboldrække. Blot tre sejre i de resterende 10 efterårskampe sendte dog holdet, med den 20 mand store bruttotrup, længere ned i tabellen til en samlet fjerdeplads i slutstillingen. Til trods for et nederlag til Aabenraa Boldklub i sæsonens sidste turneringskamp i Jyllandsserien, kvalificerede klubben sig til seriens oprykningsspil til Danmarksserien i foråret 2010, da andre puljekampe i den sidste spillerunde (SUB Sønderborg fik uafgjort mod Sædding-Guldager IF) udartede sig til sønderjydernes fordel.
Den daværende 19-årige Thomas Mikkelsen, der var kommet til FC Sydvest 05 fra moderklubben Bredebro IF og blev holdets topscorer med 11 sæsonmål i 14 turneringskampe i den korte efterårsturnering i 2009, forlod som en af de første spillere i den sønderjyske fodboldklubs historie til fordel for en divisionsklub, da han tog imod tilbuddet om en halvårig fuldstidskontrakt hos den daværende 1. divisionsklub Vejle Boldklub efter endt prøvetræning. I januar måned 2010 præsenterede fodboldklubben i Tønder Banks lokaler fire spillere med divisionserfaring (samlet 350 divisions- og 50 Superligakampe), forsvarsspilleren og forhenværende anfører hos Superliga-klubben SønderjyskE Jacob Stolberg, offensivspilleren Thomas Christensen, angriberen/kantspilleren Kim Nielsen samt angriberen Karsten Viborg, som forstærkning af førsteholdstruppen forud for oprykningskampene i forårssæsonen 2010. Indenfor en måneds tid blev der ligeledes lavet en aftale med den daværende 26-årige og tidligere divisionsmålmand Steffen Christiansen for Silkeborg IF og SønderjyskE. Samme måned forlod assistenttræner Peter Jepsen klubben til fordel for en tilsvarende stilling hos den daværende Jyllandsserie-klub Aabenraa Boldklub og blev erstattet på posten af den 37-årige Stinus Jensen, der som aktiv fodboldspiller har spillet divisionskampe i SønderjyskE og Superligakampe i Esbjerg fB.
Inden turneringens start proklamerede cheftræner Kim Munch offentligt, at målsætningen for den kommende halvsæson var at sikre sig oprykning til den fjerdebedste danske fodboldrække, Danmarksserien, ved at sikre sig 1. eller 2. plads i Jyllandsseriens oprykningspulje 2. Imidlertid stod Kim Munchs mandskab efter syv spillede kampe blot noteret for seks point og man så derfor bort fra den annoncerede målsætning. Herefter fulgte en sejrsstime for mandskabet på seks kampe i turneringens afslutning. Oprykningen til Danmarksserien blev sikret med sejren på 2-1 på udebane over århusianske Viby IF i næstsidste spillerunde som den sjette sejr på stribe, hvilket var nok til en tredjeplads over oprykningsstregen i puljen. Thomas Christensen fik med sin placering i angrebet lavet 11 scoringer i den korte forårssæson 2010. På et pressemøde hos hovedsponsoren Tønder Bank blev det offentliggjort, at der skete en udskiftning på formandsposten i FC Sydvest 05's samarbejdsudvalg, idet repræsentanten fra Tønder SF, Hans Pilegaard, afløste formanden for samarbejdsudvalget gennem de seneste godt fire år, Børge Nielsen. I sommerpausen 2010 spillede førsteholdet en opvisningskamp på Løgumkloster Stadion mod det sydslesvigske landshold (også benævnt "det danske landshold syd for grænsen" i medierne), bestående af spillere fra det danske mindretal og fra førsteholdene i de danske fodboldklubber i Sydslesvig, og blev vundet med cifrene 3-0.

### 2010–: Danmarksserien i fodbold
Den sønderjyske vestegnsklub blev i 2010/11-sæsonen af Dansk Boldspil-Union placeret i Danmarksseriens pulje 2, hvor syv af puljens 14 hold var fynske fodboldklubber, seks af holdene var oprykkere fra de lokale fodboldrækker og seks af deltagerne havde status som andethold for højererangerende divisionsklubber. Samtidig med oprykningen tiltrådte 1. seniorholdets tidligere anfører Jørgen Kristensen, som i foråret 2010 havde trænet moderklubben Bredebro IF's hold i serie 5 og mandskabet for moderklubben Tønder SF Fodbold i perioden 2008-2009, som ny assistenttræner for FC Sydvest 05. Premierekampen i 2010/11-udgaven af Danmarksserien afvikledes den 14. august 2010 på hjemmebanen i Tønder mod odenseanske Fjordager IF og endte med de uafgjorte slutcifre 1–1. Første sejr i Danmarksserien tilfaldt først sønderjyderne i starten af september i et opgør på Tønder Stadion mod Ringsted IF, hvilket skulle vise sig at blive starten på en fire kampe lang sejrsrække i den pågældende måned. Status efter afviklingen af halvdelen af sæsonen blev en syvende plads midt i tabellen, efter man havde spillet uafgjort i fire ud af efterårets fem sidste opgør. Kim Munch udtalte ved sæsonstart, at han formentlig ville stoppe på cheftrænerposten med udgangen af den igangværende sæson, hvor hans kontrakt med klubben samtidig udløb. I oktober 2010 valgte Munch dog at forlænge trænerkontrakten med klubben. På assistenttrænerposten blev Jørgen Kristensen i vinterpausen 2010/2011 erstattet af klubbens hidtidige ynglingetræner Bjarne Hansen.
I oktober 2010 lancerede samarbejdsudvalget en ny fem års plan, hvor målsætningen i løbet af de kommende fem år er, at rykke op i Danmarksturneringens 2. division, hvilket sker i forlængelse af klubbens ønske om at være hele Tønder Kommunes fodboldflagskib samt et alternativ til perifere fodboldspillere i de professionelle klubber i Superligaen eller 1. division.

## Samarbejde med Tønder Sportscollege
Tønder IdrætsCollege (TIC) etableredes med start fra efterårssæsonen 2005 efter et initiativ fra Tønder Kommune. Efter i første omgang at have oprettet en håndboldlinje, blev der efterfølgende tilknyttet yderligere en sportsgren, en fodboldlinje, på ungdomsskolen i Tønder. Det skete i et samarbejde på fodboldområdet med den nordtyske fodboldklub Flensborg 08 fra delstaten Slesvig-Holsten samt lokalområdets fodboldklubber, moderklubben Tønder SF Fodbold samt overbygningsholdet FC Sydvest 05. Som samarbejdspartner for sportscolleget deltager Tønder SF Fodbold, og derigennem FC Sydvest 05, i uddannelsesstedets projekter og hjælper med at skaffe kvalificerede fodboldtrænere og gæstetrænere, hvilket stilles til rådighed for de studerende under den treårige gymnasielle ungdomsuddannelse, som kombinerer idræt og studium/erhvervskarriere. Den sønderjyske fodboldklub står for uddannelse af de enkelte fodboldtrænere, der sendes på kurser på klubbens budget. Med optagelsen af fodbold som et af uddannelsesstedets sportsgrene ved sæsonstart 2007 tog man samtidig en navneforandring til Tønder SportsCollege (TSC).

## Hjemmebanestadion
Sammenslutningen af de fire moderklubber har igennem dens historie ikke haft ét bestemt spillested til afvikling af hverken 1. seniorholdets træningspas eller hjemmekampe. Derimod har konceptet været at sprede aktiviteter og veksle mellem moderklubbernes hjemmebanestadions for at tilgodese alle parterne i samarbejdsaftalen. Tønder Stadion og Løgumkloster Stadion har skiftevis været de officielle hjemmebanestadions i forbindelse med afvikling af turneringskampe i serierne under henholdsvis Jydsk Boldspil-Union og Dansk Boldspil-Union. Bredebro har traditionelt lagt fodboldbaner og faciliteter til førsteholdets træningspas siden starten på fodboldoverbygningen. Ynglingeholdene har trænet i henholdsvis Tønder, Bredebro og Løgumkloster, mens deres turneringskampe på hjemmebane typisk er blevet spillet på Bredebro Stadion og Tønder Stadion. Ingen af moderklubbernes kampbaner har et tilknyttet lysanlæg eller større tribuneanlæg, men kan typisk huse godt 1.000-1.200 stående tilskuere placeret rundt om hele opvisningsbanen. Ved større sportslige begivenheder, såsom pokalkampen mod AC Horsens i august 2007, har der været opstillet mobile tribuner med plads til 400 siddende tilskuere samt udskiftningsbokse på sidelinjerne til trænere og spillere. I den første sæson i Danmarksserien måtte der søges dispensation hos Dansk Boldspil-Union, da fodboldbanen i Tønder ikke havde i de korrekte dimensioner. Dette bevirkede, at fire af efterårets seks kampe i stedet afvikledes på Løgum Stadion, som var områdets eneste bane med mulighed for 110 meters banelængde, der kunne honorere DBU's krav til en banestørrelse med mindst 105 meter i længden.
Hjemmekampe i serieturneringernes forårssæsoner har som udgangspunkt været programsat til Løgum Idrætsforenings fodboldbane (opvisningsbane) ved Klosterhallen i Løgumkloster, mens opgør på hjemmebane i efteråret har været spillet på stadionbanen på Tønder Stadion ved Tønder Hallerne på Sønderlandevej i Tønder jævnfør klubbernes indbyrdes aftale om en hel halsæson. I debutsæsonen 2005 i serie 2 afvikledes således de første fem opgør på hjemmebanen i Løgumkloster, hvorefter man i den sidste halvdel af 2005-sæsonen flyttede de resterende serie 2-kampe til Tønder. Samme interne rotationsordning af spillested på hjemmebane mellem moderklubberne blev gentaget i de efterfølgende sæsoner i serie 1 samt Jyllandsserien (2005-2010). Skemalagte hjemmebanekampe er dog undervejs flyttet fra Tønder Stadion til Løgumkloster, Bredebro eller Ballum med baggrund i de daværende baneforhold i Tønder. Således blev flere kampe i starten af 2008/2009-sæsonen enten aflyst eller flyttet grundet kraftige regnbyger i sensommeren 2008, hvor fodboldbanen på Tønders lavtliggende stadion tæt på Vidåen blev oversvømmet og turneringskampe derved ikke kunne gennemføres planmæssigt, da græstæppet ikke kan klare den megen regn. En opvisningskamp mod SønderjyskE i sommeren 2007 blev afvist grundet græsbanen i Tønder, fire ud af samlet fem turneringsopgør på den programsatte hjemmebane i Tønder blev overført til Bredebro Stadion i efterårssæsonen 2008, i efteråret 2009 blev sæsonens sidste kamp flyttet fra Tønder til Bredebro og i efteråret 2010 blev fire kampe overført fra Tønder til Løgumkloster grundet dårligt vejr. Kvalifikationskampene i 2005/06-pokalsæsonen samt kvartfinaleopgøret i forbindelse med det jyske seri 2 mesterskab valgte man at spille på Bredebro Stadion (på fodboldbanerne ved Bredebro Hallerne) i Bredebro, hvor man også henlagde træningspassene op til sæsonstart samt træningskampene imellem turneringspauserne med enkelte afstikkere til en kunststofbane i Skærbæk Fritidscenter i vintermånederne. Pokalkampene på hjemmebane har siden 2007 været spillet på Ballum IF's anlæg i Ballum ved Vadehavet.
P: DBU's Landspokalturnering for herrer, JM: Jysk Serie 2 Mesterskab, alle andre omhandler sæsonens turneringskampe.
|              | 2005    | 2005  | 2006    | 2006  | 2007    | 2007  | 2008    | 2008  | 2009    | 2009  | 2010    | 2010  | 2011    | 2011 |
| forår        | efterår | forår | efterår | forår | efterår | forår | efterår | forår | efterår | forår | efterår | forår | efterår |      |
| ------------ | ------- | ----- | ------- | ----- | ------- | ----- | ------- | ----- | ------- | ----- | ------- | ----- | ------- | ---- |
| Ballum       | 0       | 0     | 0       | 0     | 2+1P    | 1P    | 1P      | 0     | 0       | 0     | 0       | 0     | -       | -    |
| Bredebro     | 2P      | 1JM   | 0       | 0     | 0       | 1     | 0       | 5     | 0       | 2     | 0       | 0     | -       | -    |
| Løgumkloster | 5       | 0     | 5       | 0     | 4       | 0     | 5       | 0     | 6       | 0     | 3       | 4     | -       | -    |
| Tønder       | 0       | 6     | 0       | 6     | 0       | 4     | 0       | 1     | 0       | 5     | 4       | 2     | -       | -    |

Hjemmebanestatistikken for serieturneringerne under Jydsk Boldspil-Union og Dansk Boldspil-Union i sæsonerne 2005 (Serie 2), 2006 (Serie 1), 2007 (Serie 1), 2008 forår (Serie 1), 2008-2009 (Serie 1), 2009 efterår (Jyllandsserien), 2010 forår (Jyllandsserien) og 2010-2011 (Danmarksserien) viser, at to opgør er blevet afviklet i Ballum, otte kampe er spillet i Bredebro, mens hovedparten af turneringskampene i denne periode er blevet henlagt til enten Løgumkloster (32 stk.) og Tønder (28 stk.). I pokalturneringen er to opgør afviklet i Bredebro, mens tre hjemmebanekampe blev programsat til Ballum. Kvartfinalekampen om det jyske Serie 2 mesterskab blev gennemført i Bredebro.

## Klubbens logo og spilledragt
Til den første officielle turneringskamp i FC Sydvest 05's klubhistorie i april måned 2005 optrådte markspillerne i en fuldstændig hvid spilledragt (hvid trøje, hvide shorts og hvide strømper) med sortfarvede spillernumre på ryggen og forsynet med klublogo på både trøje og shorts, hvilket man fortsatte med i den restende del af debutsæsonen og frem til og med efterårssæsonen i 2009. Spilledragtens farvevalg på hjemmebane var neutralt valgt set i forhold til moderklubbernes egne klubfarver og spilledragter: Løgum IF Fodbold (grøn-hvide trøjer, grønne shorts og grønne strømper), Tønder SF-Fodbold (blå-hvide trøjer, blå shorts og hvide strømper), Ballum IF (sort og rød) og Ballum IF (gul og sort). I forårssæsonen 2010 introduceredes der en mindre designændring til spilledragten på hjemmebane, idet shortsene blev gjort helt sorte og strømperne fik pålagt en sort tynd horisontal streg i toppen. Klubbens ynglingespillere fortsatte med at optræde i den hvide spilledragt i opgør på hjemmebane. Spillesættet er i en årrække blevet leveret af den tyske sportstøjproducent Puma Denmark, som man har en sponsoraftale med frem til 2012. Hovedsponsoratet, der blev indgået i 2005 mellem Tønder Bank og elitefodboldfællesskabet er løbende blevet forlænget og indebærer blandt andet at FC Sydvest 05's spilletrøjer er forsynet med bankens logo.
Til udebanekampe optræder fodboldspillerne som udgangspunkt i en lyseblå spillertrøje, hvor siderne har lodrette sorte striber, der går fra bunden og fortsætter hele vejen op under armene, mens de sorte shorts og hvide strømper fra hjemmebanedragten er bevaret. Det grundlæggende design af udebanetrøjen er forblevet den samme sidens fodboldsamarbejdets start i 2005, mens farven på spillerens shorts er ændret fra hvid til sort. I forbindelse med udebanekampe, og afhængig af modstanderholdets hjemmebanedragter, har det sønderjyske fodboldhold i samråd med kampens dommeren ydermere spillet i en kombination af deres hjemmebane- samt udebanedragt for at man har kunnet bevare visuelle komplementære modsætninger mellem de to holds fodboldspillere under kampe. Den lyseblå trøje er tidligere blevet valgt sammen med enten helt igennem hvide shorts og strømper eller hjemmebanetrøjen er blevet genbrugt i kombination med sorte strømper med en hvid stribe i toppen.
En fodbold, som symbol for den eneste sportsgren på klubbens program, er det mest iøjefaldende visuelle element i overbygningsklubbens cirkulære logo, der udelukkende benytter sig af neutrale farver i gråtoneskalaen og blev introduceret af ledelsen ved fodboldsammenslutningens første pressemøde i slutningen af maj måned 2004. Fodboldens grafiske design stammer fra et uændret stykke clipart fra en ældre version af tekstbehandlingsprogrammet Microsoft Word og blevet anvendt i identisk eller modificeret form i flere andre logodesigns for fodboldklubber. Klubmottoet "Fodbold i fællesskab", der refererer til moderklubbernes fodboldsamarbejde, omkredser den sfæriske bold i den øverste halvdel af logoet, mens klubbens officielle navn "FC Sydvest 05" omkredser det centrale element i logoets nedre halvdel. To små sorte cirkler adskiller tekststykkerne, som begge benytter sig af sans-serif skrifttypen "Univers Medium" (en variant af skrifttypen "Zurich"), i den øvre og nedre halvdel af emblemet. Klublogoet ses under tiden med en tynd sort cirkel placeret rundt om de små cirkler og bogstaverne.

## Førsteholdstruppen

### Nuværende spillertrup
Oversigten er korrekt per november 2020.
| Målmænd                                                   | Forsvarsspillere | Midtbanespillere | Angribere                                                                                           |
| --------------------------------------------------------- | --- | --- | --------------------------------------------------------------------------------------------------- |
| - 0- Mads Petersen - 0- Emil Schmidt - - Kasper Tiedemann | - 0- Oliver Nielsen - 0- Emil Ankersen - 0- Aidan Bardina Liu - 0- Joe Guinchard - 0- Marten van Ittersum - 0- Lars van Ittersum - 0- Andreas Broe - 0- Christian Degn | - 0- Jonas Bossen - 0- Marco Hansen - 0- Kasper Sørensen(A) - 0- David Easter - 0- Lars Seistrup Clausen - - Morten Beck - - Marcus Holm | - - Martin Egelund - - Valdemar Sadrifa - - Martin Hedeager Jensen - - Ardit Murati - - Martin Riis |

### Trænerstaben
Den kronologiske oversigt er korrekt per 1. januar 2011 og inkluderer alle pokal-, JM- og turneringskampe på 1. seniorplan.
Statistik: Antal kampe (vundne, uafgjorte og tabte) og mål for/imod, Gs.pts: Gennemsnitligt antal points pr. kamp (efter 3 point systemet)
| 0Periode               | 0Cheftræner       | 0Assistent(er) | Statistik    | Statistik | Gs.pts | 0Bedrifter                |
| ---------------------- | ----------------- | --- | ------------ | --------- | ------ | ------------------------- |
| 001.01.2005—21.10.2006 | 0Otto Christensen | 02006—2006: Knud Erik Chrestensen (assistent) 02005—2006: Kim Petersen (målmandstr.) 02006—2006: Michael Andresen (målmandstr.) | 50-29-10-11  | 153-101   | 1,940  | 0Serie 2 2005 puljevinder |
| 022.10.2006—           | 0Kim Henrik Munch | 02006—2007: Knud Erik Chrestensen (assistent) 02008—2009: Erik Tønder (assistent) 02009—2009: Peter Jepsen (assistent) 02010—2010: Stinus Jensen (assistent) 02010—2010: Jørgen Kristensen (assistent) 02011—: Bjarne Hansen (assistent) | 105-57-20-28 | 276-171   | 1,819  |                           |

## Klubbens resultater

### Danmarksturneringen i fodbold og serier
Niv: Rækkens niveau i den pågældende sæson, Nr: Slutplacering, Tilskuere: Tilskuergennemsnit på både ude- og hjemmebane.
| Sæson        | Niv | 0Liga0                     | Nr  | Statistik | Statistik | 0Topscorer0                                   | 0Tilskuere0  |
| ------------ | --- | -------------------------- | --- | --------- | --------- | --------------------------------------------- | ------------ |
| 2005         | 8   | 0Serie 2, Pulje 14 (JBU)   | 01. | 22-15-5-2 | 82-36     | 0Jannick Clausen, 19 mål                      | 0ikke oplyst |
| 2006         | 7   | 0Serie 1, Pulje 6 (JBU)    | 04. | 22-11-5-6 | 51-44     | 0Kim Nielsen og Martin "Humle" Nielsen, – mål | 0ikke oplyst |
| 2007         | 7   | 0Serie 1, Pulje 4 (JBU)    | 05. | 22-9-5-8  | 55-50     | 0Søren Gram, 19 mål                           | 0ikke oplyst |
| 2008 forår   | 7   | 0Serie 1, Pulje 6 (JBU)    | 02. | 11-8-1-2  | 19-7      | 0                                             |              |
| 2008–2009    | 6   | 0Serie 1, Pulje 6 (JBU)    | 02. | 22-16-3-3 | 55-29     | 0                                             |              |
| 2009 efterår | 5   | 0Jyllandsserien, Pulje 4   | 04. | 14-6-3-5  | 36-25     | 0Thomas Mikkelsen, 11 mål                     |              |
| 2010 forår   | 5   | 0Jyllandsserien 1, Pulje 2 | 03. | 14-7-3-4  | 22-19     | 0Thomas Christensen, 11 mål                   |              |
| 2010–2011    | 4   | 0Danmarksserien, Pulje 2   | 0   |           |           | 0                                             |              |

### DBU's Landspokalturnering for herrer
Lokale r. refererer til de indledende kvalifikationsrunder administreret af lokalunionerne forud for DBU's hovedturnering.
Farverne indikerer ingen deltagelse i pågældende runde (hvid), rundekamp spillet (sølv) og sidste runde kamp spillet (bronze).
| Sæson     | Vinder | Finale | Semif. | Kvartf. | 4. runde | 3. runde | 2. runde | 1. runde | Lokale r. |
| --------- | ------ | ------ | ------ | ------- | -------- | -------- | -------- | -------- | --------- |
| 2005–2006 |        |        |        |         |          |          |          |          | [ 43 ]    |
| 2006–2007 |        |        |        |         |          |          |          |          | [ 59 ]    |
| 2007–2008 |        |        |        |         |          |          | ACH      | VB&IK    | [ 60 ]    |
| 2008–2009 |        |        |        |         |          |          |          |          | [ 64 ]    |
| 2009–2010 |        |        |        |         |          |          |          |          | [ 65 ]    |
| 2010–2011 |        |        |        |         |          |          |          |          | [ 66 ]    |

## Ekstern henvisning
- Officiel hjemmeside for FC Sydvest 05 Arkiveret 6. september 2011 hos  Wayback Machine